# Cá mù làn lông
Rhinopias frondosa là một loài tia vây ăn thịt với các gai độc trong họ Cá mù làn. Loài này sống trong đại dương của Ấn Độ và Tây Thái Bình Dương, từ Nhật Bản tới Australia và Nam Phi đến quần đảo Caroline. Chúng được tìm thấy ở độ sâu từ 13 đến 90 mét.

## Hình ảnh

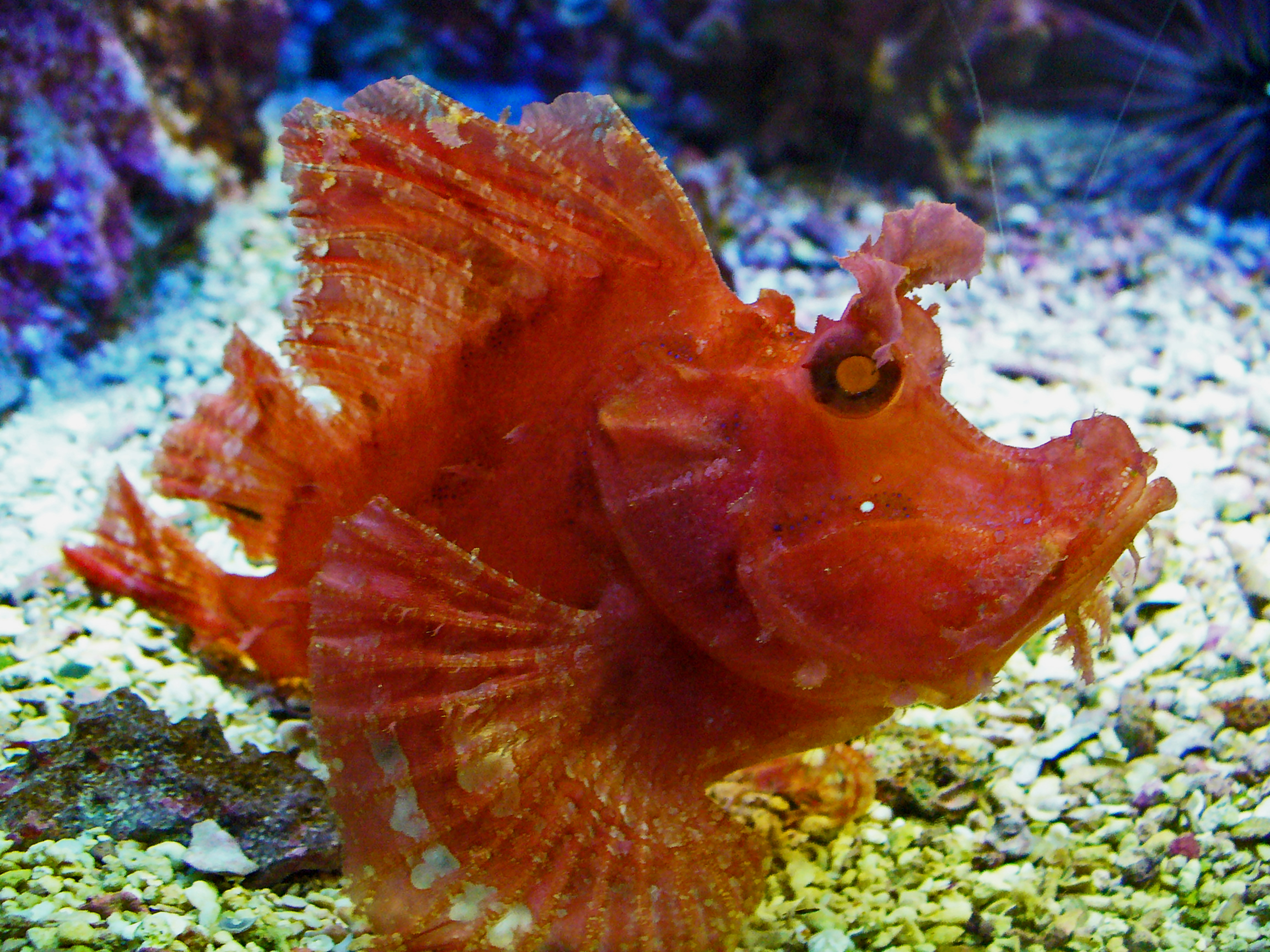
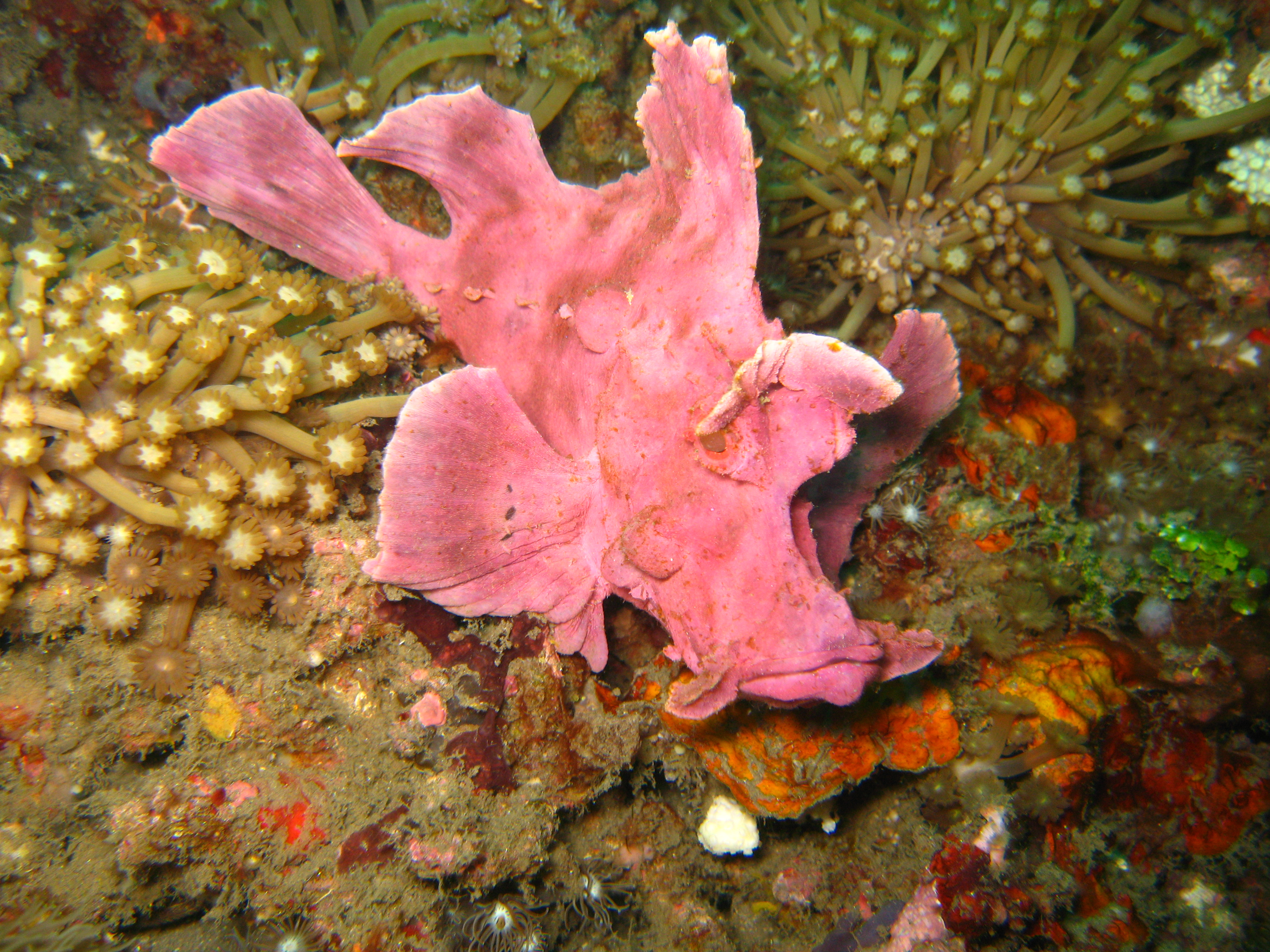
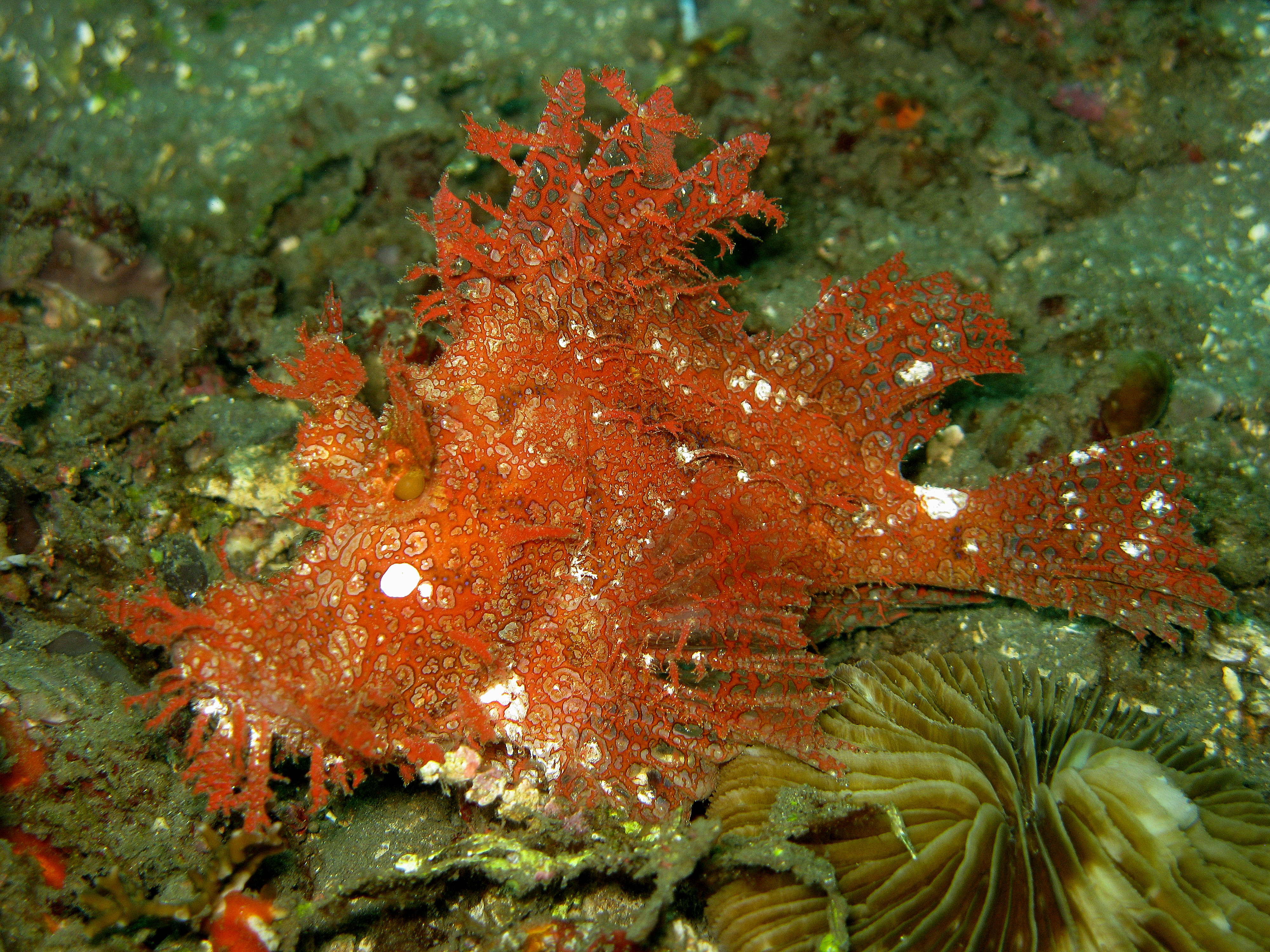
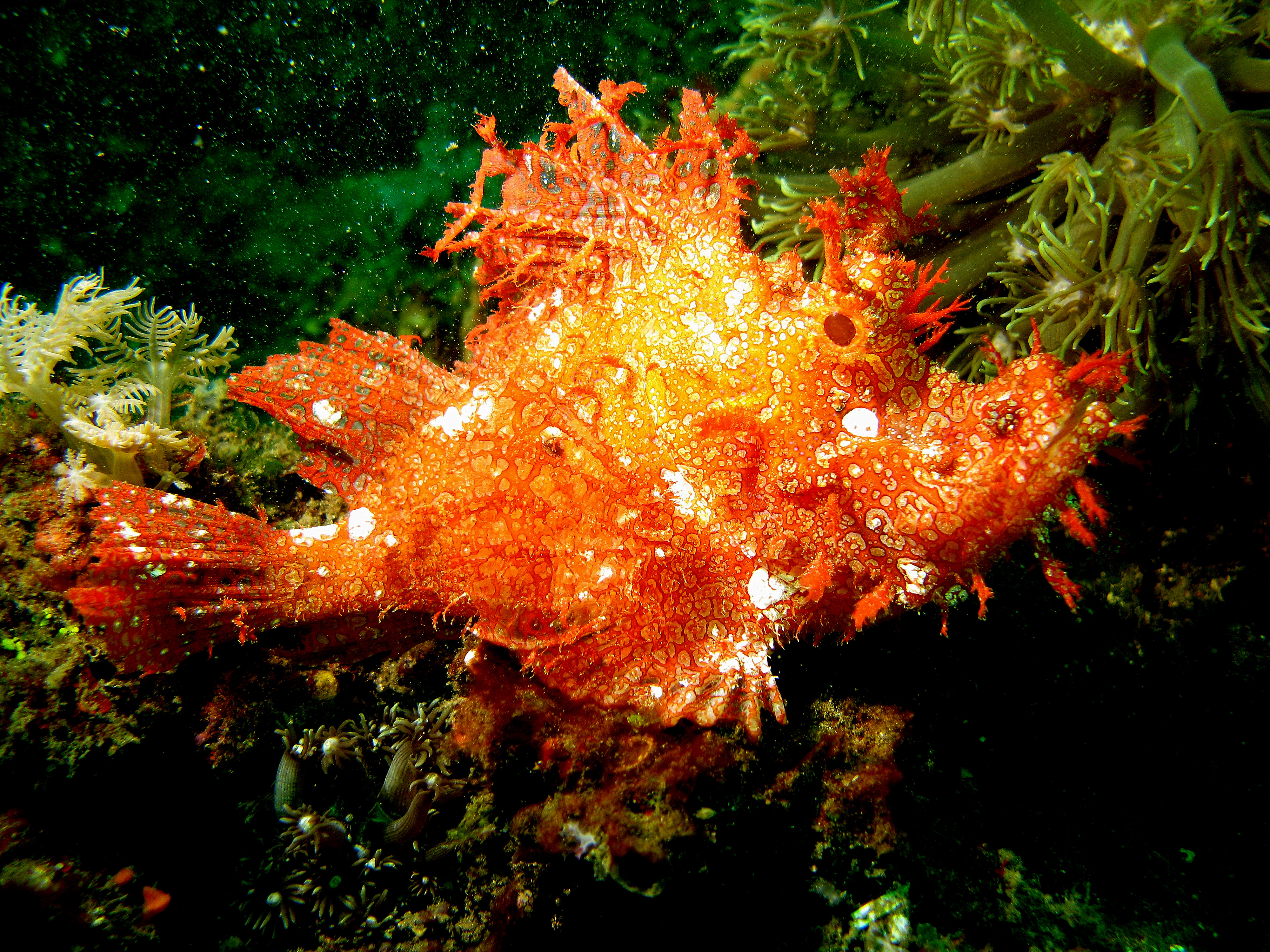